# 陈美福
陈美福（1914年—2000年），中国人民解放军将领、中国人民解放军开国少将。
曾任旅大警备区第一副司令员。1955年，授予中国人民解放军少将。